# 巨勢広山
巨勢 広山（こせ の ひろやま）は、奈良時代の貴族。官位は従五位下・大蔵少輔。

## 経歴
光仁朝末の宝亀11年（780年）従五位下に叙爵。
天応元年（781年）鍛冶正に任ぜられると、天応2年（782年）内蔵助、延暦2年（783年）縫殿頭と、桓武朝の初頭に短期間に京官を転々とする。延暦5年（786年）として大和介に転じた。
延暦10年（791年）大蔵少輔に任官して京官に復している。

## 官歴
『続日本紀』による。
- 時期不詳：正六位上
- 宝亀11年（780年） 正月7日：従五位下
- 天応元年（781年） 5月25日：鍛冶正
- 天応2年（782年） 6月20日：内蔵助
- 延暦2年（783年） 2月25日：縫殿頭
- 延暦5年（786年） 5月12日：大和介
- 延暦10年（791年） 3月21日：大蔵少輔